# Трубовловлювач

Трубовловлювач типу ТНОС: 1 – перехідник; 2 – гвинт; 3 – корпус;4 – шток;5 – цанга (захоплювальна спіраль); 6 – воронка

Трубовловлювач (рос. труболовка; англ. spear; нім. Krebsfänger m, Rohrfänger m, Rohrfangkrebs m) — ловильний інструмент, який призначений для вловлювання труб, що впали у свердловину, за їх зовнішню або внутрішню поверхню під час буріння й капітального ремонту свердловини.
Робота трубовловлювачів заснована на захопленні труби внутрішніми або зовнішніми плашками.